# たいむ6
『たいむ6』（たいむシックス）は、1977年10月3日から1987年10月16日まで朝日放送テレビ（ABC）にて放送された関西ローカルのワイドニュース番組である。放送時間は月曜 - 金曜 18:00 - 18:30 (JST) 、後に全国ニュース（ANNニュースレーダー）を挟む形式へ移行してからは18:00 - 18:52に拡大。協力・朝日新聞社（なお、クレジットのテロップはオープニングのお天気カメラを背景に下部に「協力 朝日新聞」（末期は表示なし））。

## 番組概要

### 開始のきっかけ
- 毎日放送の『MBSナウ』に遅れること2年、それまでTBS系列に属していた時代から、吉本興業と松竹芸能のお笑いタレントが1日交互に出演するお笑い番組「夕やけ笑劇場（しょうげきじょう）」[2]が帯で編成されていた18:00 - 18:30の時間帯を報道番組枠に改め、関西地方では2番目のローカルワイドニュースとして登場した。
- なおこれに伴って、17:50 - 18:00の朝日新聞社制作（実際には日本教育テレビに制作を委託）の『朝日フラッシュニュース』のネット受けと、18:50 - 18:55の『ABCフラッシュニュース（京阪電車1社提供）』は各々廃止され、当番組へ統合された。
- また、朝日新聞社はこの番組への製作協力・ニュース素材提供などとは別に、『朝日フラッシュニュース』の後番組の位置づけとして、18:53-19:00に生放送されていたミニ番組への提供を行っていた。

### 司会者
- 初代キャスターは、当時朝日放送の解説委員だった日下部吉彦（のち音楽評論家）。1985年10月7日からは、当時朝日放送のアナウンサーだった村田好夫が担当した。
- アシスタントキャスターは、女性では東野正子、永井由起子、伏見昌子、黒崎京子、鳥居睦子が、男性では、日下部が降板するまで金木賢一、村井守が担当した（日下部降板後は男性アナのアシスタントはなくなる）。毎回オープニングの冒頭では「こんばんは、日下部です」、「こんばんは、○○です」とコメントしていた。

### 内容
- 番組は、その日のローカルニュースや天気予報のほか、視聴者の視点に立った柔らかい話題も数多く伝えていた。ベテランキャスターの日下部を囲む各キャスターは、スタジオ出演をするだけでなく、様々な取材に出て体験レポートを行っていた（いわゆるフィールドキャスター的なもの）。
- ニュースを中心にした番組であったが、それまでの堅苦しさとは違い、ニュースの見せ方をわかりやすくしようという試みを数多く行った。
- この他にもシリーズ企画として、関西在住の地方出身者に向けた「ふるさとは今」、学校を訪問する「給食拝見」など、様々な企画が放送された。

### 日本初のクロマキー採用番組
- 番組はスタジオの出演者の後ろ側を緑色の幕で覆い、そこに画面を当てはめるという「クロマキー」の技術を日本で初めて採用した。

#### オープニング

##### 初期（放送開始時）
- 18時を知らせる鐘の音を合図に、大阪駅前にある大阪マルビル屋上で当時稼働していた電光ニュースが「6時です たいむ6 朝日放送テレビ」（開始当初は「6時です たいむ6 ABCテレビ」）の文字を流すところを、同局本社の屋上カメラ（後に中之島のお天気カメラ）がアップで撮影。オープニングでは、そこに放送日の日付と曜日を字幕で挿入した映像を流していた。
- キダ・タロー作曲のテーマ音楽が流れ始めると、電光ニュースのアップ映像が徐々に大阪市内の望遠映像へ切り替わる間に、当日のヘッドラインを字幕で紹介（2項目程度、ナレーション無し）。その後に、「たいむ6 ABC」という番組タイトルロゴを表示した。このロゴは「6」の下半分の「o」の部分を愛嬌のある顔に見立てたデザインで、鼻の部分が午後6時を指す時計の針になっていた。

（後続の18：25からの「ニュースレーダー」、18：45からの「天気予報」にも、このロゴが使われた。（なお、指している時間はそれぞれの時間になっていた。））
- タイトルを出した後は、望遠レンズで大阪の夕景を映したまま、提供クレジット（提供読み無し）→「協力 朝日新聞」の順に字幕を表示。「制作 朝日放送」の字幕が映ると、テーマ音楽がちょうど終了して、映像がスタジオへ切り替わるようになっていた。スタジオが映り始めると、（放送上）キャスター席後方のブラインドが左右に開くことで、視聴者に再び夕景の映像が見える趣向になっていた。
- ブラインドの奥には、クロマキー用のスクリーンを設けていた。男性のサブキャスターはメインキャスターの右側に座っていたが、サブキャスター席の背後にストレートニュース用の大型モニターを設けていた関係で、男性サブキャスター席をメインキャスター席から右90度の場所に配置。男性のサブキャスターがストレートニュースを伝える場合には、メインキャスター用のカメラとは別のカメラで、背後のモニターと一緒にワンショットで映すようになっていた。

マルビルからの「6時です〜」の文字は、テレビ朝日系ドラマ『西部警察 PART-Ⅲ』の大阪・神戸編で大きく映されている。

##### 中期（1982年4月5日から）
- 18時を知らせる鐘の音・BGMとも、シンセサイザーに変更された。また、タイトルロゴが奥から渦を描くように回転してこちらに向かって止まった後、針→目と口が表示され、その後に「たいむ」と「ABC」のロゴを1つずつ表示していくアニメーションが追加された。

提供クレジット以降の流れは初期と同じで、屋上カメラからのオープニング映像（放送日の日付と曜日を字幕で挿入）とタイトルロゴは変わらなかった。

##### 末期（1986年9月29日以降）
- BGMに合わせてヘッドラインニュース（水色枠で囲ったニュース映像の右下に黄斜字の字幕が記されたが、それに関する読み上げは無かった。
- なお、背景には「たいむ6ANN」のロゴを記したものを使用していた）が4項目流れた後、映像がスタジオへ切り替わり、ヘッドラインニュースに関する事項から2つを簡潔に伝えた後、男性のキャスターが「はいっ、まずは東京からです。」と伝えると中之島のお天気カメラに切り替わる。
- （時計の）針が付いた「6」の立体ロゴが回転しながらこちらに向かい、正面に着くと「たいむ」の字が後ろから現れてそれが正面で止まると、「ANN」の字も同様に現れる。「たいむ」と「ANN」の字が揃うと「6」のロゴ回転が止まる。その後、番組ロゴが画面手前に向かいながら消えると、関西ローカルの提供クレジット（提供読み無し）が表示される。その後、映像は（東京からの）全国ニュース（『ANNニュースレーダー』）に切り替わる。

末期はクロマキー用のスクリーンが廃止された為、スタジオセットは一般的なニューススタジオと同等のものに変わった。

##### 備考
- CM前のジングルには、テーマソングの一節が使われていた。（全国ニュース枠は除く）
- 末期のロゴは「6」の下半分の「o」の部分の目と口が省略され、針の形にも小変化が発生した。
- 末期は全国ニュースを先に放送（後述）していた為、「ABC」を「ANN」に変更していた。
- 末期はオープニング映像時に「放送日の日付と曜日」・「協力 朝日新聞」・「制作 朝日放送」の各字幕が出なくなった。

### 放送初日の放送
- 放送初日は9月28日に発生したダッカ日航機ハイジャック事件（この日に事件が終結して放送前後の時間帯に人質が解放された。放送開始の18時時点では「シリア・ダマスカスにハイジャック機が依然着陸中」という情報が伝えられた）の続報に時間が割かれ、初日から番組内容が変更され、番組冒頭、初回のあいさつなどを一切行わずにこのニュースを伝えた。
- なお、裏番組の『MBSナウ』も放送初日にハイジャック事件が発生したことから内容が変更された。

### 受け継がれるコンセプト
- この番組は、『KBCニュースプラザ』（九州朝日放送）や『6時のサテライト』→『ニュースイブニング朝日』（テレビ朝日）を生むなど、ANN系列局のローカルワイドニュースの制作・編成にも大きな影響を与えた。
- また「ふるさとは今」は、朝日放送の夕方ワイド番組『ムーブ!』（2004年10月4日 - 2009年3月6日放送）で一時復活した。

### 時間ワイド化
- 1983年4月4日からは全国ニュース・『ANNニュースレーダー』の放送開始時間が18:25からになったことに伴い、フロート番組として内包する52分番組にリニューアルされた。またそれまでは『ニュースレーダー』に引き続き単独番組として放送されていた『てっちゃん（かねてつかまぼこ）の天気予報』をコーナーとして内包の上18:45からに移動。この際にエンディングも簡素化され、最後のCM明けにBGMを一切流さず、お天気カメラの映像を5秒間流しただけで終了する形式に変更された。（『てっちゃんの天気予報』の時はイメージアニメをバックにアナウンサーが天気を読み上げる程度だったが、このころから、オーシャンルーツから派遣された担当者が天気予報を伝えるスタンスとなった）
- 1986年9月29日、全国ニュースが18時開始とさらに繰り上がったため、コーナーの順序を入れ替えて、まずヘッドラインニュースを4項目表示した後、大阪からヘッドラインニュースのうち2項目を簡潔に伝える。東京からの『ANNニュースレーダー』（18時01分から18時20分まで）を挟んだ後、関西のニュースを伝えるという形式に変わり、『てっちゃんの天気予報』に相当する箇所は、『天気&トピックス』として、天気予報に加えて季節の話題などを取り上げるコーナーとなった。また、ここでもエンディングが10秒に延長され、「たいむ6」の立体ロゴをバックにBGMを流す形式に再度変更された。

### 番組の終焉
1987年10月19日、全国ニュース（『ニュースシャトル』）の時間帯が19時台に移ったことで、朝日放送のローカルニュース枠の時間も変更。
番組は、『NEWS WAVE ABC』に後を託す形で終了した。この番組の10年という放送期間は、「NEWSゆうシリーズ」（『ABC NEWSゆう』→『NEWSゆう+』）が2011年9月30日に11年で終了するまで同局のローカルワイドニュースでは最も長かった。

## 朝日放送ヘリコプター事故報道
1981年12月、ABCがチャーターした大阪エアウェーズ社（現：朝日航洋）の所有するヘリコプターが滋賀県野洲郡の琵琶湖に水没する事故が発生し、搭乗したABCのテレビカメラマンと機長、整備士の3人が全員死亡した。その当時のカメラマンの撮影映像がその後奇跡的に残り、その映像が同番組のトップニュースとして放送された。
撮影は同年12月15日に、大雪に見舞われた滋賀県高島郡の様子を空撮したもので、撮影後に八尾市の八尾空港に帰還する予定だったが、その後消息を絶ち、捜索が行われたが、同年12月21日に野洲郡の琵琶湖に水没していたのが発見された。ヘリコプターは中破したものの、火災は起こらなかった。しかし、搭乗した3人が全員水死体で発見された。カメラマンは水没したヘリコプターからの様子もしっかりと撮影しており、このテープは12月23日に放送されている。
また、この事故から2年半後の1984年7月、兵庫県明石市で発生した銀行強盗事件発生時、ヘリコプター取材を行った際、朝日放送のヘリが毎日放送のヘリに接触されて墜落し、カメラマンと機長、整備士の3人が死亡した。中継車よりも速く、事件発生現場（上空）に向かえるという利点から、多用されていたヘリコプター取材。加えて朝日放送は、ヘリコプター中継を売りにしてきたテレビ・ラジオのワイド番組も当時多数存在していた。しかし、この事故を受けて「僅か100万円の銀行強盗事件に、ヘリを飛ばす必要があったのか」という批判の声が上がった。
これを受けて、朝日放送はヘリコプター取材に関する見直しが行われ、同時に10か月かけて「航空取材の手引書」を作成した。しかし一方で、局内のカメラマンの中に同社への搭乗拒否が起きる事態まで引き起こした。結局1985年3月をもって、朝日放送は同社との契約を破棄。その後は朝日航洋との契約を結ぶこととなった。
さらに同年8月には大阪エアウェーズ自体が朝日航洋に吸収合併された。